# Sphenoeacus afer
L'erbarolo del Capo (Sphenoeacus afer (Gmelin, 1789)) è un uccello passeriforme della famiglia Macrosphenidae, diffuso nell'Africa australe. È l'unica specie nota del genere Sphenoeacus.

## Descrizione
È un passeraceo lungo 19–23 cm, con una lunga coda appuntita, e piumaggio marcatamente striato, dal marrone scuro, al bruno rossiccio, al beige chiaro; il ventre e la gola sono biancastre, con una distinta banda mascellare nera.

## Distribuzione e habitat
La specie è presente in Zimbabwe, Mozambico, Sudafrica, Lesotho e Swaziland.